# Festival Televisiu de la Cançó de la UAR 2019
El Festival Televisiu de la Cançó de la UAR 2019 (en anglés: ABU TV Song Festival 2019 i en japonés: ABU TV ソング・フェスティバル2019) va ser la vuitena edició del festival. Es va celebrar al Japó on el presentadors van ser en Shingo Murakami i la Yuki Sugiura.

## Països participants
- Austràlia Dan Sultan
- Corea del Sud TWICE
- Hong Kong Kay Tse
- Índia A. R. Rahman
- Indonèsia Hanin Dhiya
- Japó Hey! Say! JUMP/Joe Hisaishi/Foorin+Foorin team E
- Kazakhstan Dimash Kudaibergen
- Macau Adelina Da Silva
- Turquia Mustafa Sandal
- Vietnam Hoang Thuy Linh
- República Popular de la Xina Na Ying

## Altres països
- Afghanistan
- Benin (presentant com l'Unió Africana de Radiodifusió)
- Brunei
- Iran
- Kirguizstan
- Malàisia
- Maldives
- Singapur
- Sri Lanka
- Tailàndia
- Tunísia
- Turkmenistan
- Uzbekistan
- Zambia